# Алвас Пауелл
Алвас Пауелл (англ. Alvas Powell, нар. 18 липня 1994, Денверс-Пен) — ямайський футболіст, захисник клубу «Портланд Тімберс» та національної збірної Ямайки.

## Клубна кар'єра
У дорослому футболі дебютував 2011 року виступами за команду клубу «Портмор Юнайтед», в якій провів два сезони, взявши участь лише у 10 матчах чемпіонату.

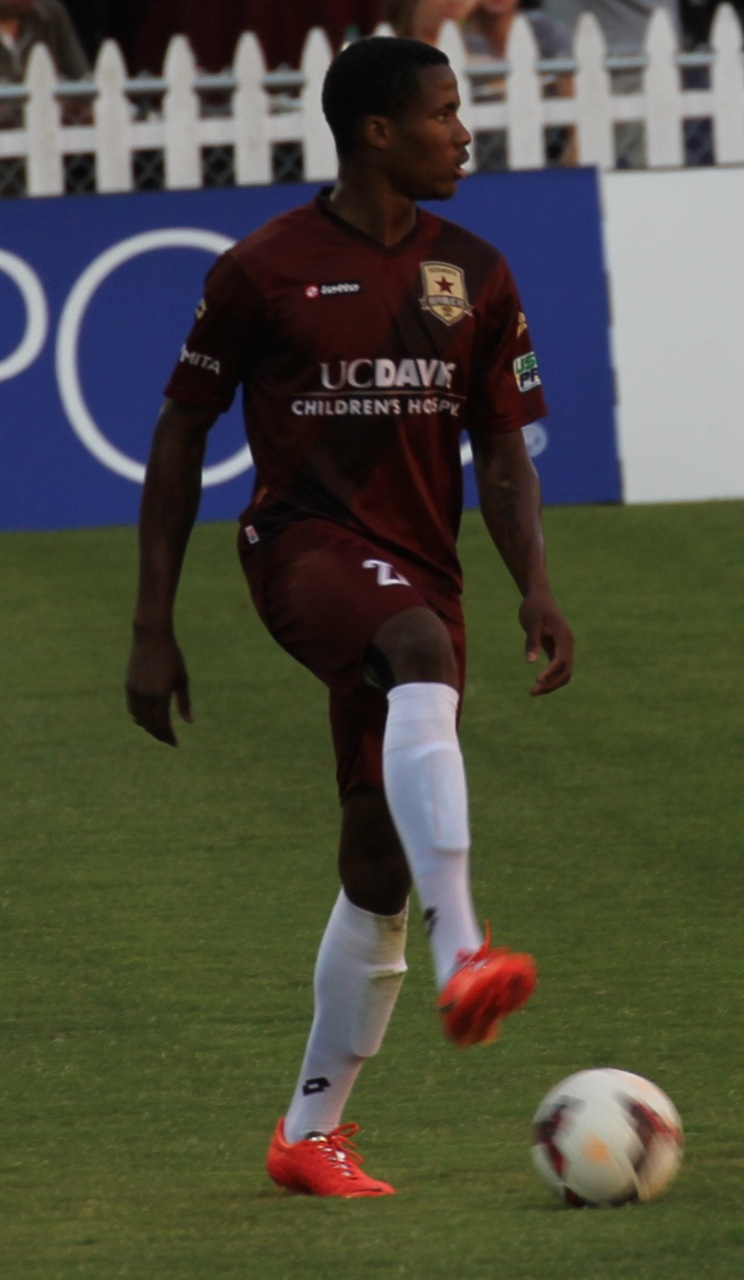
Пауел у складі «Сакраменто Ріпаблік»

Влітку 2013 року перейшов у американський «Портланд Тімберс». 4 серпня 2013 року в матчі проти канадського клубу «Ванкувер Вайткепс» Алвас дебютував у MLS.
Влітку 2014 року Пауелл провів кілька матчів на правах оренди за клуб USL «Сакраменто Ріпаблік», після чого повернувся в «Тімберс» і 31 серпня в поєдинку проти «Ванкувер Вайткепс» він забив свій перший гол за клуб. У 2015 році Алвас допоміг команді вперше в історії завоювати Кубок MLS. Наразі встиг відіграти за команду з Портланда 76 матчів в національному чемпіонаті.

## Виступи за збірні
2011 року дебютував у складі юнацької збірної Ямайки, разом з якою був учасником юнацького чемпіонату світу. Всього взяв участь у 6 іграх на юнацькому рівні.
Протягом 2012—2013 років залучався до складу молодіжної збірної Ямайки. На молодіжному рівні зіграв у 6 офіційних матчах.
11 грудня 2012 року дебютував в офіційних матчах у складі національної збірної Ямайки в товариському матчі проти збірної Мартиніки. 
У 2014 році Алвас допоміг збірній виграти Карибський кубок. На турнірі він зіграв у матчах проти збірних збірних Антигуа і Барбуда, Гаїті та Мартиніки.
У наступному році Алвас став срібним призером Золотого кубка КОНКАКАФ. На турнірі він зіграв у матчі проти команди Сальвадору.
Через два роки у складі збірної був учасником розіграшу Золотого кубка КОНКАКАФ 2017 року у США, на якому зіграв у всіх чотирьох матчах своєї збірної.
Наразі провів у формі головної команди країни 31 матч.

## Особисте життя
У 2015 році Пауелл отримав «грінкартку» США, яка дозволяє йому не вважатись легіонером в заявці американських клубів MLS.

## Досягнення
- Володар Кубка MLS: 2015
- Переможець Карибського кубка: 2014
- Срібний призер Золотого кубка КОНКАКАФ: 2015, 2017